# الفريدو فلوريس غونزاليس
الفريدو فلوريس غونزاليس (بالإسبانية: Alfredo González Flores) (و. 1877 – 1962 م) هو سياسي، ومحام من كوستاريكا .

## روابط خارجية
- الفريدو فلوريس غونزاليس على موقع الموسوعة البريطانية (الإنجليزية)